# James A. Jackson
James Anthony Jackson  (* 12. Dezember 1954 in Indien) ist ein britischer Geologe und Geophysiker.

## Leben
Jackson wuchs in Indien auf und studierte an der Universität Cambridge mit dem Bachelor-Abschluss in Naturwissenschaften 1973. Außerdem war er Foundation Scholar. Er wurde dort 1980 bei Dan McKenzie an den Bullard Laboratories promoviert, an denen er seit 1976 war. Während der Arbeit an seiner Dissertation, die mit Hilfe der Analyse von Erdbeben rezente, die Kontinente formende Prozesse (Gebirgsbildung, Bildung von Becken durch Senkungen, Verschiebungen, Faltenbildung u. a.) untersuchte, war er Gastwissenschaftler am Massachusetts Institute of Technology (Seismic Discrimination Group). Danach forschte er am Queen’s College der Universität Cambridge, wurde 1984 Assistant Lecturer, 1988 Lecturer und 1996 Reader. 2003 wurde er Professor für Geophysik, Geodynamik und Tektonik. Er ist seit 1979 Fellow des Queen’s College. Er ist Leiter der Fakultät für Geowissenschaften in Cambridge (2015).
Schwerpunkt seiner Forschung sind aktive tektonische Prozesse auf Kontinenten, die er quantitativ mit Hilfe von Seismologie, Fernbeobachtung durch Satelliten (Radar-Interferometrie, GPS, Optische Messungen) und Feldstudien untersucht. Er war stellvertretender Direktor des britischen COMET-Projekts (Centre for Observation and Modelling of Earthquakes, Volcanoes and Tectonics) und ist dort Mitarbeiter. Lokale Schwerpunkte seiner Forschung waren Griechenland und die Ägäis, die Türkei, der Iran, Zentralasien und Tibet.
1986 und 1990 erhielt er den Sedgwick-Preis der Universität Cambridge, 1997 die Bigsby Medal der Geological Society of London und 1985 deren President’s Award und 2015 die Wollaston-Medaille.
1995 hielt er die Weihnachtsvorlesung der Royal Institution (Planet Earth, an explorer’s guide). 2002 wurde er Fellow der Royal Society und 2003 Fellow der American Geophysical Union. 2015 wurde er Commander des Order of the British Empire.

## Schriften (Auswahl)
- Seismicity, normal faulting, and the geomorphological development of the Gulf of Corinth ( Greece): the Corinth earthquakes of February and March 1981., Earth and Planetary Science Letters, Band 57, 1982, S. 377–397.
- mit D. McKenzie: The relationship between strain rates, crustal thickening, palaeomagnetism, finite strain and fault movements within a deforming zone, Earth & Planetary Science Letters, Band 65, 1983, S. 182–202.
- mit D. McKenzie: Active tectonics of the Alpine-Himalayan Belt between western Turkey and Pakistan, Geophysical Journal – Royal Astronomical Society, Band. 77, 1984, S. 185–264.
- mit D.  McKenzie: The relationship between plate motions and seismic moment tensors, and the rates of active deformation in the Mediterranean and Middle East, Geophysical Journal, Band 93, 1988, S. 45–73.
- mit N. N. Ambraseys: Seismicity and associated strain of central Greece between 1890 and 1988, Geophysical Journal International, Band 101, 1990, S. 663–708.
- mit T. Taymaz, D. McKenzie: Active tectonics of the north and central Aegean Sea, Geophysical Journal International, Band 106, 1991, S. 433–490.
- Active tectonics of the Aegean region, Annual Review of Earth and Planetary Sciences, Band 22, 1994, S. 239–271.
- mit R. Norris, J. Youngson: The structural evolution of active fault and fold systems in central Otago, New Zealand: Evidence revealed by drainage patterns, Journal of Structural Geology, Band 18, 1996, S. 217–234.
- mit N. N. Ambraseys: Faulting associated with historical and recent earthquakes in the Eastern Mediterranean region, Geophysical Journal International, Band 133, 1998, S. 390–406.
- mit A. Maggi, D. McKenzie, K. Priestley: Earthquake focal depths, effective elastic thickness, and the strength of the continental lithosphere, Geology, Band 28, 2000, S. 495–498.
- Strength of the continental lithosphere: Time to abandon the jelly sandwich ?, GSA Today, Band 12, 2002 S. 4–10.
- mit D. McKenzie, K. F.  Priestley: Thermal structure of oceanic and continental lithosphere, Earth and Planetary Science Letters, Band 233., 2005, S. 337–349
- Mountain roots and the survival of cratons, Astronomy & Geophysics, Band 46, 2005, S. 33–36
- Fatal attraction: living with earthquakes, the growth of villages into megacities, and earthquake vulnerability in the modern world, Philosophical Transactions of the Royal Society of London A,  Band 364, 2006, S. 1911–1925
- mit J. R. Elliott, R. J. Walters, P. C. England, Z. Li, B. Parsons: Extension on the Tibetan plateau: recent normal faulting measured by InSAR and body wave seismology, Geophysical Journal International, Band 183, 2010, S. 503–535
- mit Timothy J. Craig, Alex Copley: Thermal and tectonic consequences of India underthrusting Tibet, Earth and Planetary Science Letters, Band 353–35 2012, S. 231–239